# Peronura uguenoensis
Peronura uguenoensis är en insektsart som beskrevs av Hemp, C. 2002. Peronura uguenoensis ingår i släktet Peronura och familjen vårtbitare. Inga underarter finns listade i Catalogue of Life.